# Sally Edwards
Pour les articles homonymes, voir Edwards.
Sally Edwards est une athlète américaine née le 10 septembre 1947 à Pensacola, en Floride. Spécialiste de l'ultra-trail, elle a notamment remporté l'American River 50 Mile Endurance Run en 1980 et 1983 ainsi que la Western States 100-Mile Endurance Run en 1980. Elle pratique également le triathlon et est l'auteure du premier livre méthodologique sur le ce sport. Elle écrit également des ouvrages sur les méthodes d'entrainements avec cardio fréquence-mètre. Elle a créé plusieurs entreprises dédiées spécifiquement au sport d'endurance et à la pratique sportive en général.

## Biographie
Sally Edwards fait partie des pionnières du triathlon d'endurance. Elle participe aux premières éditions du triathlon Ironman d'Hawaï en 1981, en février et octobre 1982. Elle parvient à se hisser sur le podium de chaque épreuve. Elle prend également part à la première édition du triathlon international de Nice en 1982, où elle finit de nouveau sur le podium en prenant la troisième place derrière ses compatriotes Lyn Brooks et Joann Dahkloetter.

## Résultats
| no  | féminin            | Course             | Longueur | Départ         | Temps            |
| --- | ------------------ | ------------------ | -------- | -------------- | ---------------- |
| 74e | Médaille de bronze | Western States 100 | 100 mi   | 7 juillet 1979 | 26 h 00 min 40 s |
| 15e | Médaille d'or      | American River 50  | 50 mi    | 5 avril 1980   | 7 h 37 min 50 s  |
| 18e | Médaille d'or      | Western States 100 | 100 mi   | 28 juin 1980   | 22 h 13 min 44 s |
| 10e | Médaille d'argent  | Western States 100 | 100 mi   | 27 juin 1981   | 20 h 07 min 00 s |
| 68e | Médaille d'argent  | American River 50  | 50 mi    | 3 avril 1982   | 8 h 25 min 48 s  |
| 43e | Médaille d'or      | American River 50  | 50 mi    | 2 avril 1983   | 7 h 18 min 24 s  |
| 22e | Médaille d'argent  | American River 50  | 50 mi    | 6 avril 1985   | 7 h 40 min 36 s  |

| Année | Compétition                         | Pays       | Position           | Temps            |
| ----- | ----------------------------------- | ---------- | ------------------ | ---------------- |
| 1982  | Triathlon Ironman d'Hawaï (octobre) | États-Unis | Médaille de bronze | 11 h 3 min 0 s   |
| 1982  | Triathlon Ironman d'Hawaï (février) | États-Unis | Médaille de bronze | 11 h 51 min 0 s  |
| 1982  | Triathlon international de Nice     | France     | Médaille de bronze | 8 h 5 min 50 s   |
| 1981  | Triathlon Ironman d'Hawaï           | États-Unis | Médaille d'argent  | 12 h 37 min 25 s |